# Pleun van der Plas
Pour les articles homonymes, voir van der Plas.
Pleun van der Plas née le 28 mars 1995, est une joueuse néerlandaise de hockey sur gazon. Elle évolue au poste de milieu de terrain au HC 's-Hertogenbosch et avec l'équipe nationale néerlandaise.

## Carrière
- Elle a fait ses débuts en équipe première le 10 novembre 2021 contre la Belgique à Amsterdam lors de la Ligue professionnelle 2021-2022[1].

## Palmarès
- : 1re à l'Euro U21 2014.
- : 2e à la Coupe du monde U21 2016.
- : 2e à la Ligue professionnelle 2021-2022.